# I ribelli della notte
I ribelli della notte è un film televisivo del 1986, diretto da Curtis Hanson.

## Trama
Eric, un adolescente alienato, scappa da casa e si reca a New York dove si imbatte in uno spacciatore di cocaina che usa i ragazzi di strada come spacciatori. Mentre sua madre si mette alla sua ricerca, Eric diventa anch'egli membro della gang di giovani delinquenti.

## Riconoscimenti
- 1987 - Young Artist Awards
  - Nomination Performance eccezionale di un giovane attore in un ruolo secondario - Speciale TV o film della settimana a Mars Callahan
  - Nomination Performance eccezionale di un giovane attore in un ruolo secondario - Speciale TV o film della settimana a Danny Nucci
  - Nomination Eccezionale giovane attore protagonista di uno speciale televisivo o di un film della settimana a Brandon Douglas

## Citazioni[2]
- In una scena, sul tendone del cinema sono riportati i titoli dei film Savage Lust (1975), El Bronco (1982), Il tesoro delle 4 corone (1983), Venerdì 13 - Capitolo finale (1984), Gymkata (1985), Il dottore e i diavoli (1985), La guerra di Stryker (1985), Nightmare 2 - La rivincita (1985), Due vite in una (1985), La febbre del gioco (1985), Thrill St. Blues (1985), Spie come noi (1985), Rump Humpers (1985) e Hot Seat (1986).
- In una scena è visibile in televisione il film La piccola principessa (1939).
- Nella scena della sala giochi sono visibili i videogiochi Slither e Space Ace.